# Antillertopptyrann
Antillertopptyrann (Myiarchus oberi) är en fågel i familjen tyranner inom ordningen tättingar.

## Utseende och läte
Antillertopptyrann är en medelstor tyrann med anspråkslös fjäderdräkt. Kombinationen av grått bröst, gul buk och rostbrun undersida på stjärten skiljer den från andra arter i sitt utbredningsområde. Den röjer sig ofta med sitt läte, ett sorgsamt och utdraget "pheee" eller "pheeuuu". Även olika ljud som "pip" och en rullande drill kan höras. 

## Utbredning och systematik
Antillertopptyrann förekommer i Små Antillerna och delas in i fyra underarter med följande utbredning:
- Myiarchus oberi oberi – Dominica och Guadeloupe
- Myiarchus oberi sanctaeluciae – Saint Lucia
- Myiarchus oberi berlepschii – St. Kitts, Barbuda och Nevis
- Myiarchus oberi sclateri – Martinique

## Levnadssätt
Antillertopptyrannen hittas i skogslandsskap och högväxta buskmarker. Den sitter vanligen helt stilla under trädtaket för att plötsligt göra utfall i luften för att fånga ett byte.

## Status
Trots det begränsade utbredningsområdet och att den tros minska i antal anses beståndet vara livskraftigt av internationella naturvårdsunionen IUCN. 

## Namn
Fågelns vetenskapliga artnamn hedrar Frederick Albion Ober (1849-1913), amerikansk naturforskare och samlare av specimen verksam i Västindien.